# Schwarze Pockau
Schwarze Pockau (tyska) eller C̆erná (tjeckiska) är ett vattendrag i nordvästra Tjeckien (regionen Ústí nad Labem) och östra Tyskland (Sachsen), ett biflöde till Flöha. Det övre loppet bildar gräns mellan länderna.